# Роуре, Марта
Ма́рта Роу́ре Бесо́ли (кат. Marta Roure Besoli; род. 16 января 1981, Андорра-ла-Велья) — андоррская певица и актриса. Представляла Андорру на конкурсе песни «Евровидение-2004» с песней «Jugarem a estimar-nos» и заняла восемнадцатое место в полуфинале.

## Биография
Родилась в семье музыкантов. В 2004 году после программы на телеканале TVA была выбрана представльницей своей страны на Евровидении-2004 с песней «Jugarem a estimar-nos». Это был первый раз, когда Андорра участвовала на Евровидении; кроме того, её песня была первой за историю конкурса, исполненная на каталонском языке. На конкурсе Роуре получила двенадцать очков и стала восемнадцатой в полуфинале, не выйдя в финал. Вскоре после этого 8 ноября 2004 года, певица выпустила свой дебютный альбом Nua.

## Дискография

### Студийные альбомы
- 2004 - Nua

### Синглы
- 2004 — Jugarem a estimar-nos[англ.]